# Asmissen
Asmissen ist eine kleine Ortschaft in Ostwestfalen-Lippe mit 2.137 Einwohnern (Stand 31. Dezember 2023) und ist ein Ortsteil der Gemeinde Extertal im Kreis Lippe in Nordrhein-Westfalen.

## Lage und Beschreibung
Der Ort liegt im Südwesten der 1969 durch das Lemgo-Gesetz neu gegründeten Gemeinde Extertal im südlichen Weserbergland links der Weser und war bis dahin eine eigenständige Gemeinde. Der Ortsteil besteht aus dem namensgebenden Hauptort sowie weiteren und kleineren Ortslagen wie u. a. Eimke, Hohensonne, Jägerborn oder Linderhofe. Er liegt auf einer Höhe zwischen etwa 190–390 Metern über Normalnull und erstreckt sich vom Tal der Exter bis hinauf auf den Höhenzug „Dörenberg“. Bösingfeld, der Hauptort der Gemeinde befindet sich rund zwei Kilometer nordöstlich, Lemgo 14 km südwestlich und Rinteln 14 km nördlich.

## Geschichte
Am 1. Januar 1969 wurde die bis dahin selbständige Gemeinde Asmissen in die neue Gemeinde Extertal eingegliedert.

### Ortsname
Asmissen wird erstmals zwischen 1324 und 1360 als Esemeshusen schriftlich erwähnt.
Folgende Schreibweisen sind im Laufe der Jahrhunderte ebenfalls belegt: Asemissen (1467), Assemissen (1486), Asemissen (1494), Osemissen (1497), Assmyssenn (1535, im Landschatzregister), Asmissen (1545, im Landschatzregister), Asmissenn (1562, im Landschatzregister), Aßmißen (um 1614, im Salbuch) sowie Asmissen ab etwa 1758.

### Einwohnerentwicklung
| Jahr      | 1860 | 1939 | 1962 |
| Einwohner | 1033 | 1187 | 1646 |
| --------- | ---- | ---- | ---- |

## Infrastruktur
Durch den Ort verläuft die Extertalstraße, die Landesstraße NRW 758, die bei der Landesgrenze zwischen Nordrhein-Westfalen und Niedersachsen zwischen Silixen und Krankenhagen in die Landesstraße L 435 (Niedersachsen) übergeht und eine Verbindung zwischen den Städten Barntrup und Rinteln durch das Extertal herstellt. Fast parallel zur Straße verläuft auch die heute nur noch touristisch genutzte Extertalbahn.
Auch wenn der Ort in einer landwirtschaftlich geprägten Umgebung liegt, spielt heute die Land- und Forstwirtschaft kaum noch eine nennenswerte Rolle.
Die wohl bekannteste Sehenswürdigkeit ist die Musikburg Sternberg.